# Lackluster Me
Lackluster Me es el segundo álbum del grupo noruego-estadounidense Savoy, lanzado el 6 de octubre de 1997 en Noruega y Suecia (salió aquí tres años después del lanzamiento noruego, el 4 de enero de 2001) exclusivamente.
Fue lanzado por la discográfica EMI Norsk y tiene unas ventas de alrededor de 15 000 copias en Noruega.
Este álbum se caracteriza por tener una versión propia del tema Sycamore Leaves del álbum East Of The Sun, West Of The Moon de 1991 de a-ha

## Listado de temas
- 1. Lackluster Me
- 2. Unsound
- 3. You Should Have Told Me
- 4. Foreign Film
- 6. I Still Cry
- 7. Sycamore Leaves
- 8. Rain
- 9. Butt Out
- 10. This, That & The Other
- 11. Hey Luchie
- 12. Easy
- 13. If You Tell

## Créditos
- Guitarras, bajo, vocales, teclados, programación, arreglos: Paul Waaktaar-Savoy.
- Guitarra rítmica y coros (temas 3, 4, 5, 9 y 12): Lauren Savoy.
- Batería y coros: Frode Unneland.
- Bajo: Greg Calvert.
- Cello: James Roven.
- Violín: Timothy Roven.
- arreglos (temas 1, 2 y 8): The Vertavo Quartet.

- Todas las canciones escritas por Paul Waaktaar-Savoy y Lauren Savoy.

- Producido por: Savoy.

- Discográfica: EMI Norsk.

- Datos: Q3825249